# Blauen (Schwarzwald)
Blauen (Hochblauen) – szczyt w górach Schwarzwaldu w Niemczech. Wysokość 1165 m n.p.m.